# Museo de Arte Sacro del Estado de Alagoas
El Museo de Arte Sacro del Estado de Alagoas (MUSEAL) es una institución cultural brasileña dedicada a la investigación, conservación y exposición de la producción artístico-religiosa perteneciente al estado de Alagoas. Se ubica en la ciudad de Marechal Deodoro, excapital de Alagoas, en el recinto del antiguo Convento de Santa María Magdalena, anexo a la Iglesia de la Orden Tercera de San Francisco. El convento, erigido entre 1684 y 1723, es considerado uno de los ejemplares más bellos de la arquitectura colonial brasileña en Alagoas.

## Edificio
La construcción del convento franciscano de Santa Maria Madalena se inició en 1684, partiendo con los dormitorios, ampliándose luego a la iglesia, donde se completó la capilla mayor en 1689. Los cimientos de la nave se abrieron en 1692 y la capilla lateral fue escriturada en 1709.
El carácter patrimonial del conjunto arquitectónico (formado por la Iglesia de San Francisco, la capilla de la Tercera Orden y el convento-museo) fue catalogado por el Instituto do Patrimônio Histórico e Artístico Nacional el 4 de noviembre de 1964 y por el organismo similar del estado de Alagoas en 1983.

## Museo
El museo fue fundado oficialmente el 14 de diciembre de 1984, convirtiéndose en heredero de la colección del extinto Museu Dom Ranulfo de Maceió, al que se sumó la colección de arte sacro de la ciudad. Se mantiene a través de un acuerdo entre la Arquidiócesis de Maceió y el gobierno del estado de Alagoas. La colección está conformada por unas 500 piezas, entre esculturas, pinturas, platería, joyería, mobiliario, vestiduras litúrgicas, documentos, fotografías y objetos de culto en general, realizadas en su mayoría entre los siglos XVII y XIX. Cuenta con una biblioteca especializada en historia, arte sacro y museología, y realiza actividades de investigación, educativas y culturales.